# Jacob Sartorius
Rolf Jacob Sartorius (Tulsa, 2 ottobre 2002) è un cantante statunitense.

## Biografia
Nato a Tulsa in Oklahoma, Jacob Sartorius è stato adottato da una famiglia di Reston in Virginia in quanto i suoi genitori non erano in grado di prendersi cura di lui. Ha iniziato ad avvicinarsi al mondo della musica e del teatro all'età di 7 anni, quando ha cominciato a recitare in musical.
Nel 2014, all'età di 11 anni, ha caricato il suo primo video online sull'ora defunta app Vine. Il filmato, un messaggio contro il bullismo, di cui il cantante è stato vittima, è diventato virale e l'ha spronato a continuare a postare video, guadagnando popolarità sull'app. Successivamente nello stesso anno si è iscritto a musical.ly, dove ha rapidamente ottenuto popolarità.
Nel 2016 ha firmato un contratto discografico con l'etichetta T3 Music Group, sulla quale ha pubblicato il suo singolo di debutto Sweatshirt a maggio dello stesso anno. Il brano ha raggiunto il 90º nella classifica statunitense e l'81º in quella canadese ed è stato certificato disco d'oro dalla Recording Industry Association of America per aver venduto oltre mezzo milione di copie a livello nazionale. Il singolo successivo, Hit or Miss, ha debuttato al 72º posto in classifica negli Stati Uniti e al 76º in Canada ed è stato seguito da una mini tournée, l'All My Friends Tour, che ha toccato sei città statunitensi. I due brani sono inclusi nell'EP di debutto del cantante, The Last Text, uscita a gennaio 2017. Ha raggiunto la top 50 nelle classifiche di Stati Uniti, Canada e Australia e la top 100 in Irlanda.
Nel 2017 ha firmato un contratto con la RCA Records, sulla quale ha pubblicato gli EP Left Me Hangin' a ottobre 2017 e Better with You a novembre 2018. A marzo 2018 ha partecipato alla parata di protesta contro la violenza da armi da fuoco March for Our Lives a Los Angeles, dove ha tenuto un discorso.

## Discografia

### EP
- 2017 – The Last Text
- 2017 – Left Me Hangin'
- 2018 – Better with You
- 2019 – Where Have You Been?
- 2021 – Lost but Found
- 2022 – Sleep When I'm Dead

### Singoli
- 2016 – Sweatshirt
- 2016 – Hit or Miss
- 2016 – All My Friends
- 2016 – Last Text
- 2017 – Bingo
- 2017 – Hit Me Back (feat. Blackbear)
- 2017 – Skateboard
- 2017 – Chapstick
- 2017 – Cozy
- 2018 – Up with It
- 2018 – Better with You
- 2018 – Hooked on a Feeling
- 2019 – Where Have You Been?
- 2019 – Party Goes Harder
- 2020 – Over U
- 2021 – YouTube & BBQ Chips
- 2021 – For Real
- 2021 – Hey, Hello, Goodbye (feat. Dempsey Hope)
- 2022 – Fear of Intimacy
- 2022 – Worth It
- 2022 – Makeup Your Mind
- 2022 – Planet Lonely
- 2022 – Temporary Tattoo
- 2023 – High
- 2023 – Cowboys
- 2023 – Luv
- 2023 – Homebody
- 2023 – Jokeman (con Chelji)
- 2024 – Simon Says

## Tournée
- 2016 – All My Friends Tour
- 2017 – The Last Text World Tour
- 2017 – The Left Me Hangin' Tour